# Obres inspirades per John R. R. Tolkien
Les obres realitzades per l'autor sud-africà J. R. R. Tolkien han servit d'inspiració per pintors, músics, directors de cinema i escriptors fins al punt que Tolkien ha estat vist com el "pare" del gènere de l'alta fantasia. La producció d'aquestes obres derivades, a vegades, es troba en una posició de legalitat dubtosa, ja que les publicacions de Tolkien segueixen amb copyright fins al 2043. Els drets per fer una pel·lícula, una obra teatral o vendre marxandatge d'El hòbbit i d'El Senyor dels Anells són propietat de la societat Tolkien Enterprises, mentre que els drets per El Silmaríl·lion i d'altre material pertanyen a The J.R.R. Tolkien Estate Ltd.
| «                  | No en feu befa! Però hi havia una vegada (des d'aleshores fa temps que m'ha caigut el cabell) en què tenia al cap construir un cos d'una llegenda més o menys connectada, anant des de l'àmbit genèric i cosmogònic fins al nivell dels contes de fades romàntics... Els cicles haurien estat lligats fins a un global majestàtic, i tot i així deixar espai per altres ments i mans, afegint pintura, música i teatre. Absurd. | » |
| — J. R. R. Tolkien | |   |

## Art i il·lustracions
Les primeres il·lustracions de les obres de Tolkien van ser dibuixades pel mateix autor. El 1937, El hòbbit va ser il·lustrat, per primera vegada, pel dibuixant professional de l'edició americana. Tolkien va ser molt crític amb elles, i el 1946 va rebutjar les il·lustracions que va fer Horus Engels per l'edició alemanya de la mateixa novel·la, per considerar-la "massa 'disneïtzada'".
Milein Cosman va il·lustrar Gil, el granger de Ham el 1948, i Tolkien tampoc es va mostrar satisfet amb la seva feina. El 1949, Cosman va ser substituït per Pauline Baynes, la qual es va convertir en l'il·lustradora preferida de Tolkien i va ser l'encarregada de crear, també, els dibuixos per Les aventures de Tom Bombadil. El 1968, Tolkien va rebre un seguit d'il·lustracions per El Senyor dels Anells, la majoria realitzats amb tinta de colors, realitzats per l'artista anglesa Mary Fairburn; Tolkien va comentar sobre les seves imatges: "Aquestes... presten molta més atenció al text que cap de les que he rebut fins ara... Comeó a... pensar que una edició il·lustrada podria ser una cosa positiva." Per diverses raons el projecte no va anar més enllà, i les il·lustracions de Fairburn van ser desconegudes pel gran públic fins al 2012. La princesa Margarida (avui reina Margarida II) de Dinamarca, pintora aclamada per la crítica, es va inspirar-se en El Senyor dels Anells per realitzar unes pintures durant la dècada de 1970. Quan les va enviar a Tolkien, l'autor va quedar impactat per la similitud del seu estil amb els seus propis dibuixos. El 1977 els dibuixos de la reina Margarida van publicar-se en l'edició danesa del llibre, el qual va ser reimprès el 2002, redibuixat per l'artista britànic Eric Fraser.
Tim i Greg Hildebrandt també van ser il·lustradors reconeguts de l'obra de Tolkien durant les primeres dècades després de la publicació d'El Senyor dels Anells.
Durant la dècada de 1970, l'artista britànic Jimmy Cauty va crear un pòster d'El hòbbit per la companyia Athena, convertint-se en un èxit de vendes.
Probablement, els il·lustradors de l'obra de Tolkien més coneguts durant les dècades de 1990 i 2000 són els artistes John Howe, Alan Lee i Ted Nasmith; Alan Lee per les edicions il·lustrades d'El hòbbit i El Senyor dels Anells, Ted Nasmith per les edicions il·lustrades d'El Silmaríl·lion, i John Howe per les representacions en diverses publicacions de Tolkien. Howe i Lee també es van involucrar en la saga cinematogràfica de Peter Jackson com artistes conceptuals; Nasmith també va ser convidat a participar-hi, però va haver de declinar per culpa d'una crisi personal que va patir en aquella època. El 2004, Lee va guanyar un Oscar a la millor direcció artística per la pel·lícula El Senyor dels Anells: El retorn del rei.
D'altres artistes que han trobat inspiració en les obres de Tolkien són Catherine Karina Chmiel, Inger Edelfeldt, Anke Eißmann, Roger Garland, Michael Hague, Tove Jansson (famós per dibuixar mumin, va il·lustrar les traduccions sueca i finesa d'El hòbbit), Jay Johnstone, Paul Raymond Gregory, Tim Kirk, Angus McBride, Jef Murray, Kay Miner, Billy Mosig, Colleen Doran, Jenny Dolfen, Matěj Čadil o Peter Xavier Price.

## Cinema
L'investigador en Tolkien James Dunning va encunyar el terme Tollywood, concepte derivat de "Tolkien Hollywood", per descriure els intents per crear una adaptació cinematogràfica de les històries del llegendari tolkenià, amb l'objectiu d'aconseguir uns bons resultats en taquilla, més que no pas en la fidelitat amb la idea original.
Quan va rebre un guió per una adaptació cinematogràfica d'El Senyor dels Anells, escrita per Grady Zimmerman, Tolkien va escriure:
| «                  | M'agradaria demanar-li que fes l'esforç d'imaginació suficient per entendre la irritació (i en aquest cas el ressentiment) s'un autor que descobreix, a mesura que procedeix a llegir, que la seva obra és tractada sense compte en general, en llocs sense sentit, i sense cap senyal evident de cap apreciació pel què tracta. | » |
| — J. R. R. Tolkien | |   |

Tolkien va seguir criticant el guió escena a escena ("encara una altra escena de crits i ganivetades sense sentit"). No estava explícitament en contra d'una adaptació dramàtica, no obstant, i va vendre els drets per fer una pel·lícula, una obra de teatre i tot el marxandatge d'El Hobbit i El Senyor dels Anells a United Artists el 1968. United Artists mai va fer cap pel·lícula, tot i que el director John Boorman va planificar-ne una a principis de la dècada de 1970. El 1976 els drets van ser venuts a Tolkien Enterprises, una divisió de l'empresa de Saul Zaentz, que va publicar una primera adaptació del Senyor dels Anells el 1978, una pel·lícula animada per rotoscòpia dirigida per Ralph Bakshi i amb guió de l'escriptor de fantasia Peter S. Beagle. L'argument només cobria la primera meitat de la història del llibre original. El 1977 es va estrenar una adaptació animada musical per televisió d''El hòbbit, realitzada per Rankin-Bass, i el 1980 també van produir una pel·lícula per televisió anomenada El retorn del Rei, la qual cobria algunes de les parts d'El Senyor dels Anells que no havia completat Bakshi.
Entre el 2001 i el 2003, New Line Cinema va publicar El Senyor dels Anells com una trilogia cinematogràfica, filmada a Nova Zelanda i dirigida per Peter Jackson. La sèrie va ser un èxit, tant a nivell comercial com audiovisual, aconseguint nombrosos premis Oscar. Entre 2012 i 2014, Warner Bros. i New Line Cinema van publicar El hòbbit, una segona trilogia cinematogràfica, aquest cop basada en l'obra homònima de Tolkien, i amb Peter Jackson actuant com a productor executiu, director i coguionista.